# Uitgeest

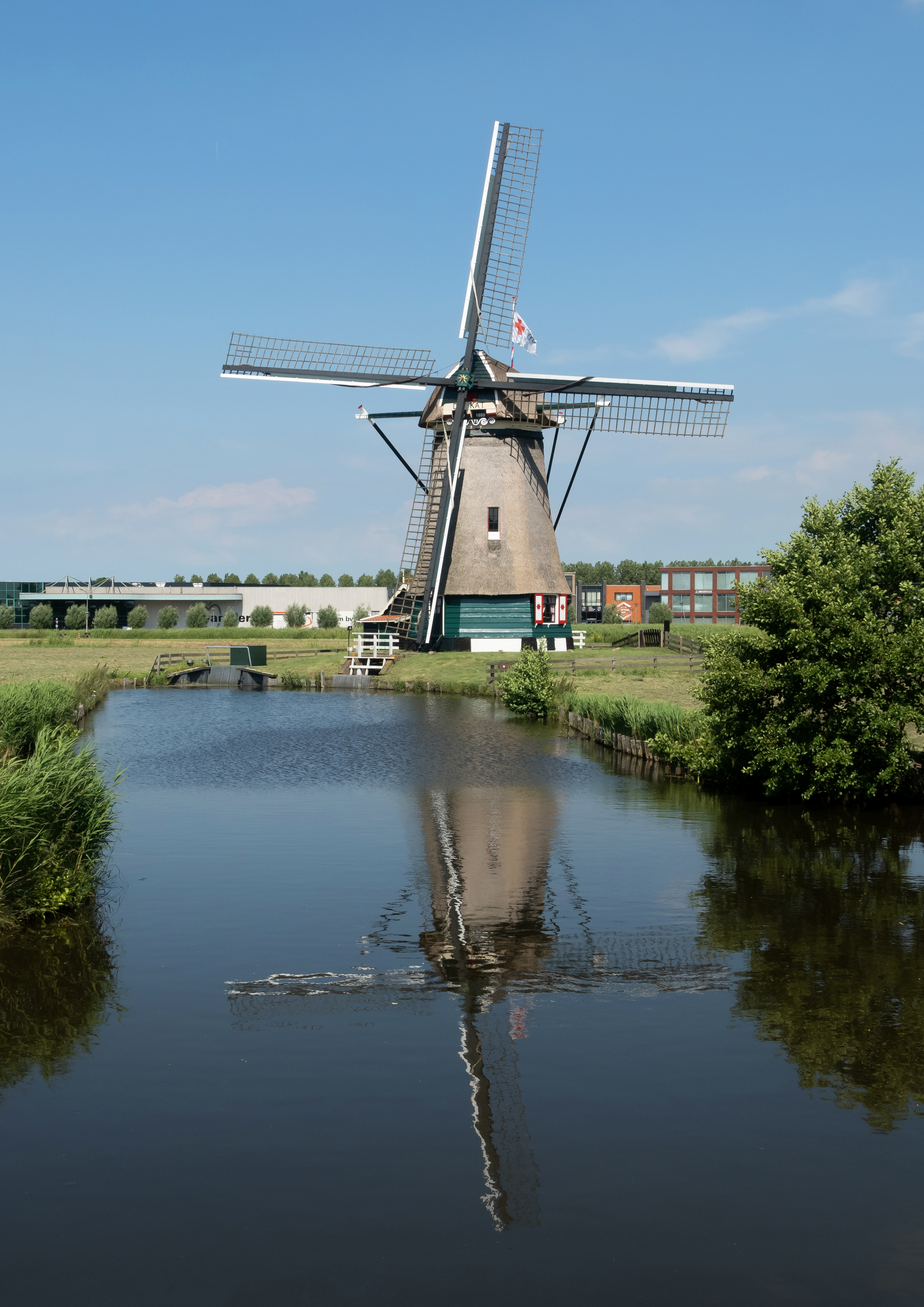
L'un des moulins à vent de Uitgeest. photo juin 2019.

Uitgeest  est un village et une commune néerlandaise de Hollande-Septentrionale.
La commune est constituée des villes ou villages de Assum, Busch en Dan, Groot Dorregeest, et Uitgeest.
Cinq moulins à vent peuvent être vus dans le polder autour du village. Cornelis Corneliszoon, qui fut l'inventeur de la scierie fonctionnant grâce au vent, est natif de Uitgeest.
Le village possède une église réformée datant du XIVe siècle. On peut également voir le fort « aan den Ham » (entre Uitgeest et Krommenie) qui faisait partie de la ligne de défense d'Amsterdam. Il a été transformé en musée.

## Personnalités liées à la commune
- Willem Blaeu (° 1571, † 1638) cartographe né à Uitgeest.
- Ferdy Druijf, footballeur néerlandais né à Uitgeest.